# Leleakî, Jmerînka
Leleakî (în ucraineană Леляки) este localitatea de reședință a comunei Leleakî din raionul Jmerînka, regiunea Vinnița, Ucraina.

## Demografie
Componența lingvistică a localității Leleakî
     Ucraineană (96,04%)
     Rusă (3,11%)
     Alte limbi (0,85%)
Conform recensământului din 2001, majoritatea populației localității Leleakî era vorbitoare de ucraineană (96,04%), existând în minoritate și vorbitori de rusă (3,11%).